# Pierre Bertin
Pour les articles homonymes, voir Bertin.
Pierre Bertin, né le 24 octobre 1891 à Lille et mort le 13 mai 1984 dans le 16e arrondissement de Paris, est un comédien, metteur en scène et scénographe français.

## Biographie
Co-organisateur des samedis de la salle Huyghens en 1916-1919, pensionnaire de la Comédie-Française dès 1923, il en est devenu sociétaire en 1931.
Durant l'Occupation, on retrouve Pierre Bertin parmi les vedettes régulièrement invitées à l'antenne de la chaîne de télévision allemande Fernsehsender Paris, jusqu'à la libération de la capitale.
Il a été le mari de Marcelle Meyer, à qui il a fait connaître Erik Satie et ses amis. Ils ont une fille, Marie Bertin. Pierre Bertin est inhumé au cimetière communal de Clamart.

## Décoration
- Commandeur de l'ordre des Arts et des Lettres (1966)[5]

## Filmographie

### Cinéma
- 1916 : L'Instinct d'Henri Pouctal
- 1917 : Le Secret de la comtesse de Georges Denola
- 1923 : Le Comte de Griolet de Jacques Isnardon et Raoul Grimoin-Sanson
- 1930 : L'amour chante de Robert Florey : Claude Merlerot
- 1931 : Je serai seule après minuit de Jacques de Baroncelli : Michel
- 1931 : Faubourg Montmartre de Raymond Bernard : Frédéric Charençon
- 1932 : Le Cordon bleu de Karl Anton : Oscar Ormont
- 1932 : La Petite Chocolatière de Marc Allégret : Paul Normand
- 1932 : L'Affaire de la rue Mouffetard de Pierre Weill : l'avocat
- 1932 : Le Roi bis de Robert Beaudoin : Leducq
- 1933 : Professeur Cupidon de Robert Beaudoin et André Chemel : Suchet, un professeur timide
- 1934 : Une nuit de folies de Maurice Cammage : Anatole
- 1934 : Coralie et Compagnie d'Alberto Cavalcanti : Maître Loizeau
- 1935 : La Carte forcée d'André Hugon (court-métrage)
- 1936 : La main passe d'André Hugon (court-métrage)
- 1936 : Faisons un rêve de Sacha Guitry : un invité "dans le prologue"
- 1939 : Jeunes Filles en détresse de Georg Wilhelm Pabst : M. Legris, le secrétaire de Maître Presle
- 1941 : Péchés de jeunesse de Maurice Tourneur : Gaston Noblet
- 1943 : Mademoiselle Béatrice de Max de Vaucorbeil : Archange
- 1943 : Au bonheur des dames d'André Cayatte : M. Gaujon
- 1943 : Le Corbeau d'Henri-Georges Clouzot : le sous-préfet
- 1946 : L'Insaisissable Frédéric de Richard Pottier : M. Granier
- 1946 : Cyrano de Bergerac de Fernand Rivers : le comte de Guiche
- 1946 : L'Affaire du collier de la reine de Marcel l'Herbier : l'abbé Loth
- 1947 : Pas un mot à la reine mère de Maurice Cloche : le duc de Palestrinat
- 1947 : Le Beau Voyage de Louis Cuny : le passager snob au monocle
- 1947 : Le Château de la dernière chance de Jean-Paul Paulin : le professeur Patureau-Duparc
- 1948 : Le Diable boiteux de Sacha Guitry : le baron de Nesselrode
- 1949 : Hans le marin de François Villiers : Alderman, le monsieur sérieux
- 1950 : Orphée de Jean Cocteau : le commissaire
- 1950 : Cartouche, roi de Paris de Guillaume Radot : M. de Boisgreux
- 1950 : Véronique de Robert Vernay : Roquenard
- 1950 : Tire au flanc de Fernand Rivers : le colonel
- 1951 : Min vän Oscar de Pierre Billon et Ake Ohberg (Version Suédoise de Mon phoque et elles)
- 1951 : Knock de Guy Lefranc : M. Bernard, l'instituteur
- 1951 : Mon phoque et elles de Pierre Billon : M. de Saint-Brive
- 1951 : Monsieur Fabre d'Henri Diamant-Berger : Napoléon III
- 1955 : C'est moi le maître (Il padrone sono me) de Franco Brusati : Robertini
- 1956 : Elena et les Hommes de Jean Renoir : M. Martin-Michaud
- 1959 : Les Bonnes Femmes de Claude Chabrol : M. Belin
- 1959 : Le Dialogue des Carmélites de Philippe Agostini et R.L Bruckberger : le marquis de La Force
- 1959 : La Marraine de Charley de Pierre Chevalier : M. de Saint-Sevran
- 1959 : Babette s'en va-t-en guerre de Christian-Jaque : le duc de Crécy
- 1963 : Les Tontons flingueurs de Georges Lautner : Adolphe Amédée Delafoy, le père d'Antoine
- 1964 : Comment épouser un premier ministre de Michel Boisrond : le présentateur de la soirée de gala
- 1965 : La Nuit des adieux (Tretya molodost) de Jean Dréville et Isaak Maneker
- 1965 : Pas de caviar pour tante Olga de Jean Becker : M. Dumont-Fréville
- 1965 : Les Bons Vivants de Gilles Grangier (sketch : Le procès) : le président du tribunal
- 1966 : La Grande Vadrouille de Gérard Oury : le grand-père de Juliette, propriétaire du Guignol
- 1967 : L'Étranger (Lo Straniero) de Luchino Visconti : le juge
- 1972 : Le Temps d'aimer (A Time for Loving) de Christopher Miles : un invité chez Olga
- 1972 : Absences répétées de Guy Gilles : le monsieur de la soirée
- 1973 : L'Oiseau rare de Jean-Claude Brialy : le poète
- 1975 : Calmos de Bertrand Blier : le chanoine
- 1978 : Le beaujolais nouveau est arrivé de Jean-Luc Voulfow : le vieux casseur

### Documentaires
- 1936 : Pierre et le Loup de Serge Prokofiev, dirigé par Otto Ackermann : narrateur
- 1953 : Kami Shibai de Gilles Boisrobert : narrateur
- 1958 : Le Roi Soleil de Jean Vidal - court métrage - : narrateur
- 195? : Le Piège de Méduse d'Erik Satie : comédien
- 1967 : L'araignéléphant de Piotr Kamler - court métrage d'animation : voix

### Télévision
- 1969 : L'Officier recruteur de Jacques Pierre
- 1972 : Les Évasions célèbres (épisode L'Evasion du duc de Beaufort) : M. de Montbazon
- 1975 : Au théâtre ce soir : Le Pape kidnappé de João Bethencourt, adaptation André Roussin, mise en scène René Clermont, réalisation Pierre Sabbagh, Théâtre Édouard VII
- 1976 : Robert Macaire de Georges Neveux, d'après Saint-Amand et Benjamin Antier, réalisation Roger Kahane
- 1980 : Les Enquêtes du commissaire Maigret, épisode : Maigret et les Vieillards de Stéphane Bertin

## Théâtre

### Comédie-Française
Entrée à la Comédie-Française en 1923
Sociétaire de 1931 à 1944
384e Sociétaire
- 1923 : Jean de La Fontaine ou Le Distrait volontaire de Louis Geandreau et Léon Guillot de Saix
- 1924 : Les Fourberies de Scapin de Molière, mise en scène Charles Granval  : Léandre
- 1924 : Molière et son ombre de Jacques Richepin
- 1924 : Louison d'Alfred de Musset
- 1924 : La Bonne Mère de Chevalier de Florian
- 1924 : Je suis trop grand pour moi de Jean Sarment
- 1925 : Les Corbeaux d'Henry Becque
- 1925 : L'École des quinquagénaires de Tristan Bernard
- 1925 : La Nuit des amants de Maurice Rostand
- 1925 : Fantasio d'Alfred de Musset
- 1925 : Barberine d'Alfred de Musset, mise en scène Émile Fabre
- 1925 : Le Petit Chaperon rouge de Félix Gandéra et Claude Gevel
- 1926 : À quoi rêvent les jeunes filles d'Alfred de Musset, mise en scène Charles Granval : Irus
- 1926 : Idylle d'Alfred de Musset : Rodolphe
- 1926 : Les Compères du roi Louis de Paul Fort : Antoine Canard
- 1926 : Chatterton d'Alfred de Vigny : Lord Talbot
- 1928 : Les Noces d'argent de Paul Géraldy

- 1930 : Les Trois Henry d'André Lang, mise en scène Émile Fabre
- 1931 : La Belle Aventure de Gaston Arman de Caillavet, Robert de Flers et Étienne Rey,
- 1932 : Le Voyageur et l'Amour de Paul Morand : Ludovic
- 1932 : La Navette d'Henry Becque, mise en scène Émile Fabre
- 1933 : Monsieur Vernet de Jules Renard, mise en scène Charles Granval
- 1934 : La Double Inconstance de Marivaux, mise en scène Raphaël Duflos : Arlequin
- 1936 : Le Misanthrope de Molière, mise en scène Jacques Copeau  : Oronte
- 1936 : Les Femmes savantes de Molière : Trissotin
- 1936 : L'Âne de Buridan de Gaston Arman de Caillavet, Robert de Flers, mise en scène Pierre Bertin
- 1937 : Le monde où l'on s'ennuie d'Édouard Pailleron
- 1937 : Chacun sa vérité de Luigi Pirandello, mise en scène Charles Dullin
- 1938 : La Coupe enchantée de Jean de La Fontaine et Champmeslé, mise en scène André Bacqué
- 1938 : Madame Sans-Gêne de Victorien Sardou et Émile Moreau
- 1938 : Le Menteur de Corneille, mise en scène Marcel Dessonnes
- 1938 : Un chapeau de paille d'Italie d'Eugène Labiche et Marc-Michel, mise en scène Gaston Baty
- 1938 : Cyrano de Bergerac d'Edmond Rostand, mise en scène Pierre Dux
- 1939 : Monsieur Vernet de Jules Renard : Henri Gérard
- 1939 : L'Amour médecin de Molière
- 1939 : Le Mariage de Figaro de Beaumarchais, mise en scène Charles Dullin
- 1939 : Le Jeu de l'amour et du hasard de Marivaux, mise en scène Maurice Escande : Pasquin
- 1939 : La Double Inconstance de Marivaux, mise en scène Raphaël Duflos : Arlequin
- 1939 : La Belle Aventure de Gaston Arman de Caillavet, Robert de Flers, Étienne Rey

- 1940 : 29 degrés à l'ombre d'Eugène Labiche, mise en scène André Brunot
- 1940 : L'Âne de Buridan de Gaston Arman de Caillavet, Robert de Flers, mise en scène Pierre Bertin
- 1940 : La Nuit des rois de William Shakespeare, mise en scène Jacques Copeau
- 1941 : Le Misanthrope de Molière : Oronte
- 1941 : Léopold le bien-aimé de Jean Sarment, mise en scène Pierre Dux
- 1942 : Le Barbier de Séville de Beaumarchais, mise en scène Pierre Dux
- 1943 : Le Chevalier à la mode de Florent Carton Dancourt, mise en scène Jean Meyer
- 1944 : La Seconde Surprise de l'amour de Marivaux, mise en scène Pierre Bertin
- 1944 : Le Bourgeois gentilhomme de Molière, mise en scène Pierre Bertin

### Hors Comédie-Française
- 1912 : Faust de Johann Wolfgang von Goethe, Théâtre de l'Odéon
- 1913 : Rachel de Gustave Grillet, Théâtre de l'Odéon
- 1917 : Le Sexe fort de Tristan Bernard, Théâtre du Gymnase
- 1917 : Le Jeu de Robin et Marion d'Adam de la Halle, Théâtre du Vieux Colombier[6]
- 1918 :   L'Archevêque et ses fils de Lucien Guitry au Théâtre de la Porte-Saint-Martin
- 1919 : Trois nouveaux figurants au Théâtre de Nantes nouvelle dialoguée en un acte de Max Jacob, mise en scène Pierre Bertin, Galerie Barbazanges

- 1920 : Ruffian toujours, truand jamais pièce en un acte de Max Jacob, mise en scène Pierre Bertin, Galerie Barbazanges
- 1921 : Les Pélican de Raymond Radiguet, mise en scène Pierre Bertin, Théâtre Michel
- 1921 : Les Mariés de la Tour Eiffel de Jean Cocteau, mise en scène de l'auteur, Théâtre des Champs-Élysées
- 1921 : Le Gendarme incompris critique bouffe en un acte de Jean Cocteau et Raymond Radiguet, musique Francis Poulenc, mise en scène Pierre Bertin, Théâtre Michel
- 1921 : Le Piège de Méduse comédie lyrique en un acte d'Erik Satie, mise en scène Pierre Bertin, Théâtre Michel
- 1921 : Macbeth de William Shakespeare, mise en scène Georges Pitoëff, Plainpalais
- 1921 : La Dame aux camélias d'Alexandre Dumas fils, mise en scène Georges Pitoëff, Plainpalais
- 1922 : Molière de Henry Dupuy-Mazuel et Jean-José Frappa, mise en scène Firmin Gémier, Théâtre de l'Odéon
- 1924 : La Grande Duchesse et le garçon d'étage d'Alfred Savoir, mise en scène Charlotte Lysès, Théâtre de l'Avenue
- 1944 : L'annonce faite à Marie de Paul Claudel, mise en scène de Pierre Bertin, Théâtre des Célestins, Lyon
- 1946 : Pas un mot à la Reine-Mère de Yves Mirande & Maurice Goudeket, mise en scène, Théâtre Antoine
- 1947 : L'Archipel Lenoir d'Armand Salacrou, mise en scène Charles Dullin, Théâtre Montparnasse
- 1948 : L'État de siège d'Albert Camus, mise en scène Jean-Louis Barrault, Théâtre Marigny
- 1949 : On purge bébé de Georges Feydeau, mise en scène Jean-Louis Barrault, Théâtre Marigny
- 1949 : Le Bossu de Paul Féval et Anicet Bourgeois, mise en scène Jean-Louis Barrault, Théâtre Marigny

- 1950 : La Répétition ou l'Amour puni de Jean Anouilh, mise en scène Jean-Louis Barrault, Théâtre Marigny
- 1951 : Les Fourberies de Scapin de Molière, mise en scène Louis Jouvet, Théâtre des Célestins
- 1951 : L'Épreuve de Marivaux, mise en scène Pierre Bertin, Théâtre des Célestins
- 1951 : Lazare d'André Obey, mise en scène Jean-Louis Barrault, Théâtre Marigny
- 1951 : On ne badine pas avec l'amour d'Alfred de Musset, mise en scène Jean-Louis Barrault, Théâtre Marigny
- 1952 : La Répétition ou l'Amour puni de Jean Anouilh, mise en scène Jean-Louis Barrault, Théâtre des Célestins
- 1952 : Bacchus de Jean Cocteau, mise en scène Jean-Louis Barrault, Théâtre des Célestins
- 1955 : Intermezzo de Jean Giraudoux, mise en scène Jean-Louis Barrault, Théâtre Marigny, Théâtre des Célestins
- 1955 : La Cerisaie d'Anton Tchekhov, mise en scène Jean-Louis Barrault, Théâtre des Célestins
- 1955 : Le Chien du jardinier de Georges Neveux d'après Felix Lope de Vega, mise en scène Jean-Louis Barrault, Théâtre Marigny
- 1955 : Les Suites d'une course de Jules Supervielle, mise en scène Jean-Louis Barrault, Théâtre Marigny
- 1956 : Le Misanthrope de Molière, mise en scène Jean-Louis Barrault, Théâtre des Célestins
- 1956 : Le Chien du jardinier de Félix Lope de Vega, mise en scène Jean-Louis Barrault, Théâtre des Célestins
- 1956 : Histoire de Vasco de Georges Schehadé, mise en scène Jean-Louis Barrault, Théâtre des Célestins
- 1957 : Intermezzo de Jean Giraudoux, mise en scène Jean-Louis Barrault, Festival de Bellac
- 1957 : Histoire de Vasco de Georges Schehadé, mise en scène Jean-Louis Barrault, Théâtre Sarah Bernhardt
- 1957 : Le Château de Franz Kafka, mise en scène Jean-Louis Barrault, Théâtre Sarah Bernhardt
- 1959 : La Vie parisienne de Jacques Offenbach, mise en scène Jean-Louis Barrault, Théâtre du Palais-Royal
- 1959 : Les Fausses Confidences de Marivaux, mise en scène Jean-Louis Barrault, Odéon-Théâtre de France

- 1960 : La Cerisaie d'Anton Tchekhov, mise en scène Jean-Louis Barrault, Odéon-Théâtre de France
- 1960 : Christophe Colomb de Paul Claudel, mise en scène Jean-Louis Barrault, Odéon-Théâtre de France
- 1960 : Occupe-toi d'Amélie de Georges Feydeau, mise en scène Jean-Louis Barrault, Odéon-Théâtre de France
- 1962 : Hamlet de William Shakespeare, mise en scène Jean-Louis Barrault, Odéon-Théâtre de France
- 1962 : La nuit a sa clarté de Christopher Fry, mise en scène Jean-Louis Barrault, Odéon-Théâtre de France
- 1962 : La Vie parisienne de Jacques Offenbach, livret d'Henri Meilhac et Ludovic Halévy, mise en scène Jean-Louis Barrault, Odéon-Théâtre de France
- 1963 : Les Fourberies de Scapin de Molière, mise en scène Louis Jouvet, Odéon-Théâtre de France
- 1963 : La Cerisaie d'Anton Tchekhov, mise en scène Jean-Louis Barrault, Odéon-Théâtre de France
- 1964 : Il faut passer par les nuages de François Billetdoux, mise en scène Jean-Louis Barrault, Odéon-Théâtre de France
- 1964 : Hamlet de William Shakespeare, mise en scène Jean-Louis Barrault, Odéon-Théâtre de France
- 1964 : Le Mariage de Figaro de Beaumarchais, mise en scène Jean-Louis Barrault, Odéon-Théâtre de France
- 1965 : Le Mariage de Figaro de Beaumarchais, mise en scène Jean-Louis Barrault, Théâtre des Célestins
- 1965 : La Provinciale d'Ivan Tourgueniev, mise en scène André Barsacq, Odéon-Théâtre de France
- 1966 : Le Barbier de Séville de Beaumarchais, mise en scène Jean-Pierre Granval, Odéon-Théâtre de France
- 1966 : La Lacune d'Eugène Ionesco, mise en scène Jean-Louis Barrault, Odéon-Théâtre de France
- 1966 : Henry VI de William Shakespeare, mise en scène Jean-Louis Barrault, Odéon-Théâtre de France
- 1967 : Henry VI de William Shakespeare, mise en scène Jean-Louis Barrault, Théâtre de la Porte-Saint-Martin
- 1967 : L'Ascension du Général Fitz de Peter Ustinov, mise en scène Pierre Dux, Théâtre des Ambassadeurs

- 1970 : Hadrien VII de Peter Luke, mise en scène Raymond Rouleau, Théâtre de Paris
- 1972 : Honni soit qui mal y pense de Peter Barnes (en), mise en scène Stuart Burge, Théâtre de Paris
- 1974 : Colombe de Jean Anouilh et Roland Piétri, Comédie des Champs-Élysées
- 1975 : Le Pape kidnappé de João Bethencourt, mise en scène René Clermont, Théâtre Edouard VII

### Metteur en scène
- 1919 : Trois nouveaux figurants au Théâtre de Nantes nouvelle dialoguée en un acte de Max Jacob, Galerie Barbazanges

- 1920 : Ruffian toujours, truand jamais pièce en un acte de Max Jacob, Galerie Barbazanges
- 1921 : Les Pélican de Raymond Radiguet, Théâtre Michel
- 1921 : Le Gendarme incompris critique bouffe de Jean Cocteau et Raymond Radiguet, musique Francis Poulenc, Théâtre Michel
- 1921 : Le Piège de Méduse comédie lyrique en un acte d'Erik Satie, Théâtre Michel
- 1936 : L'Âne de Buridan de Gaston Arman de Caillavet, Robert de Flers, Comédie-Française
- 1938 : La Seconde Surprise de l'amour de Marivaux
- 1939 : L'Amour médecin de Molière et Jean-Baptiste Lully, Comédie-Française
- 1940 : On ne badine pas avec l'amour de Alfred de Musset
- 1941 : Noé d'André Obey
- 1942 : Hamlet de William Shakespeare
- 1943 : Iphigénie à Delphes de Gerhart Hauptmann
- 1944 : Le Bourgeois gentilhomme de Molière
- 1946 : Doris de Marcel Thiébaut, Théâtre Saint-Georges
- 1947 : Les Antibel de Léon Chancerel d'après Émile Pouvillon
- 1948 : La Savetière prodigieuse d'après Federico García Lorca, Théâtre Édouard VII
- 1949 : Les Bonnes Cartes de Marcel Thiébaut, Théâtre Gramont
- 1951 : L'Épreuve de Marivaux, Théâtre des Célestins
- 1961 : Henri III et sa cour de Alexandre Dumas, Théâtre de l'Athénée

### Scénographe
- 1923 : Le Phénix de Maurice Rostand
- 1928 : Le Carnaval de l'amour de Charles Méré, mise en scène Émile Couvelaine
- 1932 : Une jeune fille espagnole de Maurice Rostand, mise en scène Harry Baur, Théâtre Sarah-Bernhardt

## Publications
- Les Chevaliers de l'illusion.(1947)
- Le théâtre et/est ma vie.(1971)
- Figaro chez le roi, pièce en un acte (Odéon, 1918).
- Silvie, pièce musicale en trois actes (Trianon lyrique, 1923).
- La gageure imprévue, opéra comique en un acte, Livret.(Musique de Henri Sauguet) (Opéra comique , 1944)
- Les deux rendez-vous, opéra comique .Livret de Pierre Bertin, 1948-1949